# Waldemar Frąckowiak
Waldemar Frąckowiak (ur. 1950) – polski ekonomista, profesor zwyczajny Uniwersytetu Ekonomicznego w Poznaniu.

## Życiorys
Od 1972 nauczyciel akademicki. Obecnie pełni funkcję Kierownika Katedry Inwestycji i Rynków Kapitałowych Uniwersytetu Ekonomicznego w Poznaniu. 
Ukończył Harvard University Business School w USA (1992, 1993) i regularnie wykłada na wielu znanych uniwersytetach Stanów Zjednoczonych i Europy Zachodniej. 
Członek Rady Nadzorczej Kulczyk Investments. Jeden z najbliższych współpracowników i wieloletnich doradców Jana Kulczyka. Od ponad 25 lat bierze aktywny udział w wyznaczaniu strategicznych kierunków rozwoju Grupy Kulczyk. Zasiadał w organach nadzorczych dużych organizacji gospodarczych, w tym w Radzie Nadzorczej Giełdy Papierów Wartościowych w Warszawie.

## Publikacje
Jest autorem ponad 350 opracowań naukowych (w tym 17 książek).